# ليني كرافيتز
ليني كرافيتز (بالإنجليزية: Lenny Kravitz) مواليد 26 مايو 1964 في مانهاتن، نيويورك، هو مغني أمريكي بدأ مسيرته الفنية عام 1988. وهو أيضا ممثل وكاتب غنائي وموسيقي ومغن مؤلف وملحن وشاعر غنائي. كما أنه من الفائزين بجوائز الغرامي وجوائز بريت.

## الأفلام والبرامج المتلفزة
رئيس الخدم

## وصلات خارجية
- ليني كرافيتز على موقع IMDb (الإنجليزية)
- ليني كرافيتز على موقع ميتاكريتيك (الإنجليزية)
- ليني كرافيتز على موقع روتن توميتوز (الإنجليزية)
- ليني كرافيتز على موقع ألو سيني (الفرنسية)
- ليني كرافيتز على موقع ميوزك برينز (الإنجليزية)
- ليني كرافيتز على موقع رولينغ ستون (الإنجليزية)
- ليني كرافيتز على موقع أول موفي (الإنجليزية)
- ليني كرافيتز على موقع بوكس أوفيس موجو (الإنجليزية)
- ليني كرافيتز على موقع قاعدة بيانات الأفلام السويدية (السويدية)
- ليني كرافيتز على موقع إن إن دي بي (الإنجليزية)

- الموقع الإلكتروني